# Paule-Saint-Symphorien
Die archäologische Fundstelle Paule-Saint-Symphorien liegt im Gemeindegebiet von Paule im Département Côtes-d’Armor in der Bretagne. Bei Straßenbauarbeiten wurde 1988 eine befestigte Siedlung der La-Tène-Zeit entdeckt. Die Grabungen dauerten von 1988 bis 2001.
Die Siedlung entstand im 5. Jahrhundert v. Chr. als befestigter Bauernhof und entwickelte sich bis zum 1. Jahrhundert v. Chr. zu einer Festung mit Erdwällen, Gräben und Wachtürmen. Nach der römischen Eroberung wurden die Befestigungsanlagen zerstört, die letzten Gebäude wurden Anfang des 1. Jahrhunderts n. Chr. verlassen.
Die bekanntesten Funde aus der Festung sind vier Statuen aus dunkelgrünem Metahornblendit aus dem 2. Jahrhundert v. Chr. Die mit einer Höhe von 43 Zentimetern größte Statue stellt einen Mann dar, der eine Leier in den Händen hält und einen Torques um den Hals trägt.
In archäologischen Kontexten gefundene Statuen lassen darauf schließen, dass sie Opfergaben waren. Der Barde von Paule hält eine Leier und der von Bozouls (Département Aveyron) einen Dolch. Der im Tour Magne in Nîmes gefundene, war in einer Kiste montiert, in die Münzen geworfen wurden. Eine in La Vraie-Croix im Département Morbihan gefundene Granitstatue lag neben einem römischen Altar, was darauf deutet, dass die Verehrung bis in die Römerzeit reichte. Eine Statue aus Molesme im Département Côte-d’Or scheint Teil eines Spätlatènezeitlichen Heiligtums gewesen zu sein und während der Herrschaft des Tiberius vergraben worden zu sein.
Was die Statuen darstellen ist unsicher. Menez hat vorgeschlagen, dass die von Paule als Ahnenporträts gedacht waren. Armelle Duceppe-Lamarre hat vorgeschlagen, dass eine im 1. Jahrhundert v. Chr. mit einem Polierer und einem Hirschgeweih begrabene Statue aus Levroux, Indre, einen Gott darstellt (wobei der Polierer und das Hirschgeweih als Attribute des Gottes gedacht waren).